# Persicarieae
Tribu
Les Persicarieae sont une tribu de plantes à fleurs de la famille des Polygonaceae, sous-famille des Polygonoideae. Elle comprend quatre genres. Persicaria est le genre type.

## Liste des genres
Selon GRIN (14 mai 2021) :
- Aconogonon (Meisn.) Rchb.
- Aconogonum Rchb. (synonyme de Aconogonon (Meisn.) Rchb.)
- Amblygonum (Meisn.) Rchb. (synonyme de Persicaria (L.) Mill.)
- Antenoron Raf. (synonyme de Persicaria (L.) Mill.)
- Bistorta (L.) Scop.
- Chylocalyx Hassk. ex Miq. (synonyme de Persicaria (L.) Mill.)
- Koenigia L.
- Persicaria (L.) Mill.
- Pleuropteropyrum H. Gross (synonyme de Koenigia L.)
- Rubrivena M. Král (synonyme de Koenigia L.)
- Tovara Adans. (synonyme de Persicaria (L.) Mill.)

Selon The Taxonomicon (14 mai 2021) :
- Fagopyrum Mill., 1754
- Koenigia C. L., 1767
- Persicaria (C. L.) P. Mill., 1754

Selon l'INPN (14 mai 2021) (taxons recensés en France uniquement) :
- Bistorta (L.) Scop., 1754
- Koenigia L., 1767
- Persicaria (L.) Mill., 1754

Selon la Base de données des plantes vasculaires du Canada (taxons recensés au Canada uniquement)
- Bistorta
- Fagopyrum
- Koenigia
- Persicaria